# Gomphandra oligantha
Gomphandra oligantha är en järneksväxtart som beskrevs av Herman Otto Sleumer. Gomphandra oligantha ingår i släktet Gomphandra och familjen Stemonuraceae. Inga underarter finns listade i Catalogue of Life.